# Körsbärsplockning
Körsbärsplockning, på engelska cherry picking, även selektiv information, innebär att man i sin argumentation plockar ut enskilda fakta som stödjer ens uppfattning, medan man bortser från fakta som motsäger densamma. Detta tankefel är en form av undertryckande av bevis, och kan vara medvetet eller omedvetet.

## Allmänt
Begreppet används bland annat inom politik, forskning och ekonomi om ståndpunkter som underbyggs av utvalda data.

Uppvärmningen av jorden under perioden 1998–2013 ger en annan bild än för perioden 1880–2016.

Fenomenet har påtalats bland annat inom klimatforskning, där det ovanligt varma El Niño-året 1998 tagits som intäkt för att den globala temperaturen inte ökade mellan 1998 och 2013, medan en annorlunda bild fås genom att betrakta data för perioden 1880–2016.